# Cyaniris argopoeus
Cyaniris argopoeus är en fjärilsart som beskrevs av Johann Andreas Benignus Bergsträsser 1779. Cyaniris argopoeus ingår i släktet Cyaniris och familjen juvelvingar. Inga underarter finns listade i Catalogue of Life.